# 936

## Esdeveniments
- Comença el pontificat del Papa Lleó VII
- Otó I coronat a Aquisgrà

## Naixements
- Li Houzhu, darrer emperador xinès de la dinastia Tang del sud

## Necrològiques
- Enric I d'Alemanya